# 西黄石村
西黄石村是山西省泽州县北义城镇的一个传统村落，2009年公布为第三批山西省历史文化名村，2010年7月22日公布为第五批中国历史文化名村。村落历史悠远，选址典型，村落历史格局保存完整，建筑类型丰富，造型独特，装饰优美，是晋东南地域历史文化村落典型代表，具有很高的保护研究价值。

## 历史沿革
西黄石村历史无翔实史料记载，但据村中碑文及相关史料推测建村年代约为宋朝。村西玉皇庙内有明正德七年（1512年）石碑一通，碑中载有：“贞祐年创修此庙，为佛堂之殿。今于大明正德年补修改立玉皇庙，造香炉之 ，有泽州莒山乡黄石里维邦人：成裕、成直、成人美、成智交、成达、成子秀、成皋、成谭、成万、成森、成如鱼、成铝、成信”。据此，玉皇庙始建于金贞祐年间，即南宋庆元年间，因此西黄
石村的建村年代应不晚于南宋时期。且《宋史》有载：“靖康元年五月，金人入寇，姚古将兵至威胜，闻粘罕将至，众惊溃，河东大振。河北河东路制置副使种师中与金人战于榆次，死之。八月，都统制折可求师溃于子夏山，威胜，隆德，汾，晋，绛民皆渡河南奔。十月，金人陷泽州。十一月，知泽州高世由以城降于金。” 南宋时期战事频繁，晋北百姓为逃避战乱皆“渡河难奔”，而西黄石村建村者有可能在这个时期作为难民逃到了山西南部地势险峻的太行山脉建立了村落。
据悉，西黄石村的始建者为现村中成姓家族祖上，建村之初，西东黄石村合称为金玉村，后更名为黄石村。清初，随着杜氏家族迁入，村子发展到了一个高峰。由于杜家颇有经商头脑，又广交人脉，再加上康乾盛世的历史背景，他们积累了大量财富。在这一时期，村中成、王、赵几个家族也是生意兴隆，在道光年间，各大家族用自己积蓄的财富修建了大量的宅院，一个不起眼的小村庄迅速变成了 “财主庄园”。但物极必反、盛极必衰，清末几大家族染上了吸食鸦片的恶习，于是财富迅速流失，家族也迅速衰败，西黄石古村逐渐没落了下去。
近代随着土改运动如火如荼的进行，村中地主皆遭到批斗及制裁。各大家族所拥有的豪宅院落也被平分给了普通百姓，且多数情况为几户居民共用一座宅院。土改后，生产队为村民们提供了新的土地房产所有证，其上明确标注了户主、人口、土地位置及亩数、房产四至及间数。
在文革“破四旧”运动中，村中诸多家谱、地契、石碑等文物，或被烧毁，或被填埋，只有极少部分保存了下来。此外曾经有大量旧式家具，用材珍贵、样式精美。但如今只有个别院落有所留存。

## 选址格局
西黄石村位于泽州县东北12公里，属沁河支流丹河流域。村东南有昌沟河环绕，西有群山环抱,北有平原相抵。昌沟河由西沟河和东北向板山的河水交汇而成，平面呈 “Y”字型，绕村而过最终南下注入丹河。西山名曰“岭坡山”，山脉连绵起伏，为村落提供了天然屏障。优越的自然地理条件是西黄石古村选址的前提和基础（图2-2）。古时西黄石村逢暴雨必遭洪水，而昌沟河的形成正是洪水所致。昌沟河以西相对较高的地势，使古村具备了天然的防洪优势。宽阔的河道将洪水引至西黄石东侧，从而最大程度地保护了古村。村落西北方向的岭坡山，在一定程度上抵挡冬季西北风，使村落得到庇护。得天独厚的自然条件，成为先民们定居生活和发展农业的决定性因素，为古村后来的发展壮大提供了基本的物质基础。
西黄石村格局可概括为“点线面”的结合：“点”即村落中公共空间节点；“线”即金玉街及其他支巷构成的道路骨架；“面”即村落中具有相当规模的居住建筑组团。西黄石古村以金玉街为中轴线，南北串联起各个空间节点，进而构架起村落整体格局。通过对村中遗存碑文、村民的回忆及建筑遗迹的考察，我们可以概括出西黄石古村的布局特点如下：
（1）街巷曲折蜿蜒，随河势、地势及建筑群落而变化
西黄石的街巷形态“因天势而就地利”。山水走势的变化，以及由此而衍生出的建筑群落布局，都是街巷形成和发展的重要条件。形成于明末清初的金玉街，南北向贯穿全村，依次与东西向的张家巷、九字巷、八字巷、午台后巷、道东巷及义和巷交汇，构成了整个村落的骨架。街巷地势缓慢变化，南北高差近三米。高差不设台阶，而以缓坡形式过渡延续。地面以方形石料铺砌，两侧亦有砖块纵砌，形成一条自然的排水沟渠，同时也为街巷地面肌理注入新的元素。
（2）建筑组团分区明确、功能完整，依靠街巷保持组团之间联系
从村落格局角度看，古时西黄石村分为三大组团,以方位划分为北社、中社和南社。三大组团的划分主要以街巷为标志。“北社”北起祖师庙，南至义和巷；“中社”北起义和巷，南至九字巷；“南社”北起九字巷，南至张家巷。各组团以巷道牌坊进行标识，内部还有多条支巷进一步划分空间。
从建筑类型角度看，西黄石古村有着功能完备的各类型建筑。居住建筑主要以组团的形式均匀分布于古村的三社之中。组团规模宏大，多为三进四合院，或平行排列，或丁字连接，充分利用地势特征进行变化组合。公共建筑和商业建筑则主要分布于“中社”，呈连续的点状排布。
西黄石的村落肌理，主要依托街巷空间的布局和形态得以表现）。街巷的走势、尺度以及比例关系等，结合地形条件和院落布局，并根据居民需求而逐渐形成。西黄石古村道路以“南北为街，东西为巷”，金玉街作为村中唯一南北走向的主街，将村落一分为二，多条与之交叉的支巷则在此基础上对片区进行横向分格。因此形成了以金玉街为纵向分区、多条巷道为横向分隔的“一纵六横”式道路布局。

## 文物保护单位
| 编号               | 名称               | 分类               | 时代               | 地点               | 公布               | 图片               |
| 泽州县文物保护单位 | 泽州县文物保护单位 | 泽州县文物保护单位 | 泽州县文物保护单位 | 泽州县文物保护单位 | 泽州县文物保护单位 | 泽州县文物保护单位 |
| ------------------ | ------------------ | ------------------ | ------------------ | ------------------ | ------------------ | ------------------ |
| 3-16               | 西黄石玉皇庙       | 古建筑             |                    | 北义城镇西黄石村   | 2023-05-16         |                    |